# This Is America
This Is America is een nummer van de Amerikaanse rapper Childish Gambino uit 2018.
Het nummer is een aanklacht tegen de schietpartijen en het (politie)geweld in de Verenigde Staten. Ook wordt kritiek geuit op het Amerikaanse wapenbeleid en president Donald Trump. In de bijbehorende videoclip wordt dan ook verwezen naar enkele racistische moorden die de afgelopen jaren in Amerika zijn gepleegd. In diezelfde clip spelen ook de rappers Young Thug (die het nummer ook mede schreef), Slim Jxmmi, BlocBoy JB, 21 Savage en Quavo een rol. This Is America werd een wereldwijde hit. Het was goed voor een nummer 1-positie in de Amerikaanse Billboard Hot 100. In de Nederlandse Top 40 bereikte het een bescheiden 21e positie gehaald, terwijl het in de Vlaamse Ultratop 50 de 30e positie pakte.